# Frassino
Frassino (en français Fraysses) est une commune italienne du val Varaita, province de Coni dans le Piémont.

## Géographie

### Situation
Le territoire de Frassino, d'une superficie de 17 km2, s'étend sur les deux rives de la Varaita. Le chef-lieu de la commune est situé au fond de la vallée et est dominé par les monts Birrone, à 2 131 m d'altitude, au sud, et Ricordone, à 1 761 m au nord.

### Communes limitrophes
|          | Brossasco         |       |
| Sampeyre | Frassino          | Melle |
|          | San Damiano Macra |       |

## Histoire
Le site est habité depuis l'époque romaine. Au Xe siècle, il appartient à l'évêque de Turin et possédé en fief par les seigneurs de Verzuolo. En 1172, il devient une possession des marquis de Saluces avant de passer sous la domination de la maison de Savoie en 1589.

## Politique et administration
| Période                                  | Période  | Identité                 | Étiquette     | Qualité |
| ---------------------------------------- | -------- | ------------------------ | ------------- | ------- |
| 1988                                     | 1993     | Giovanni Civalleri       |               |         |
| 1993                                     | 2001     | Bernardino Matteodo      |               |         |
| 2001                                     | 2006     | Mauro Giovanni Cornaglia | Liste civique |         |
| 30 mai 2006                              | En cours | Bernardino Matteodo      | Liste civique |         |
| Les données manquantes sont à compléter. |          |                          |               |         |

## Culture
Frassino appartient à l'aire culturelle occitane. Le nom de la commune est Fràise dans cette langue qui est encore parlée.

## Personnalités liées à la commune
- Antonio Bodrero (1921-1999), poète et homme politique local.
- François Fontan (1929-1979), fondateur du Mouvement autonomiste occitan, a vécu à Frassino de 1963 à sa mort.
- Dominique Boschero (née en 1934), actrice.